# Rebecca Harms

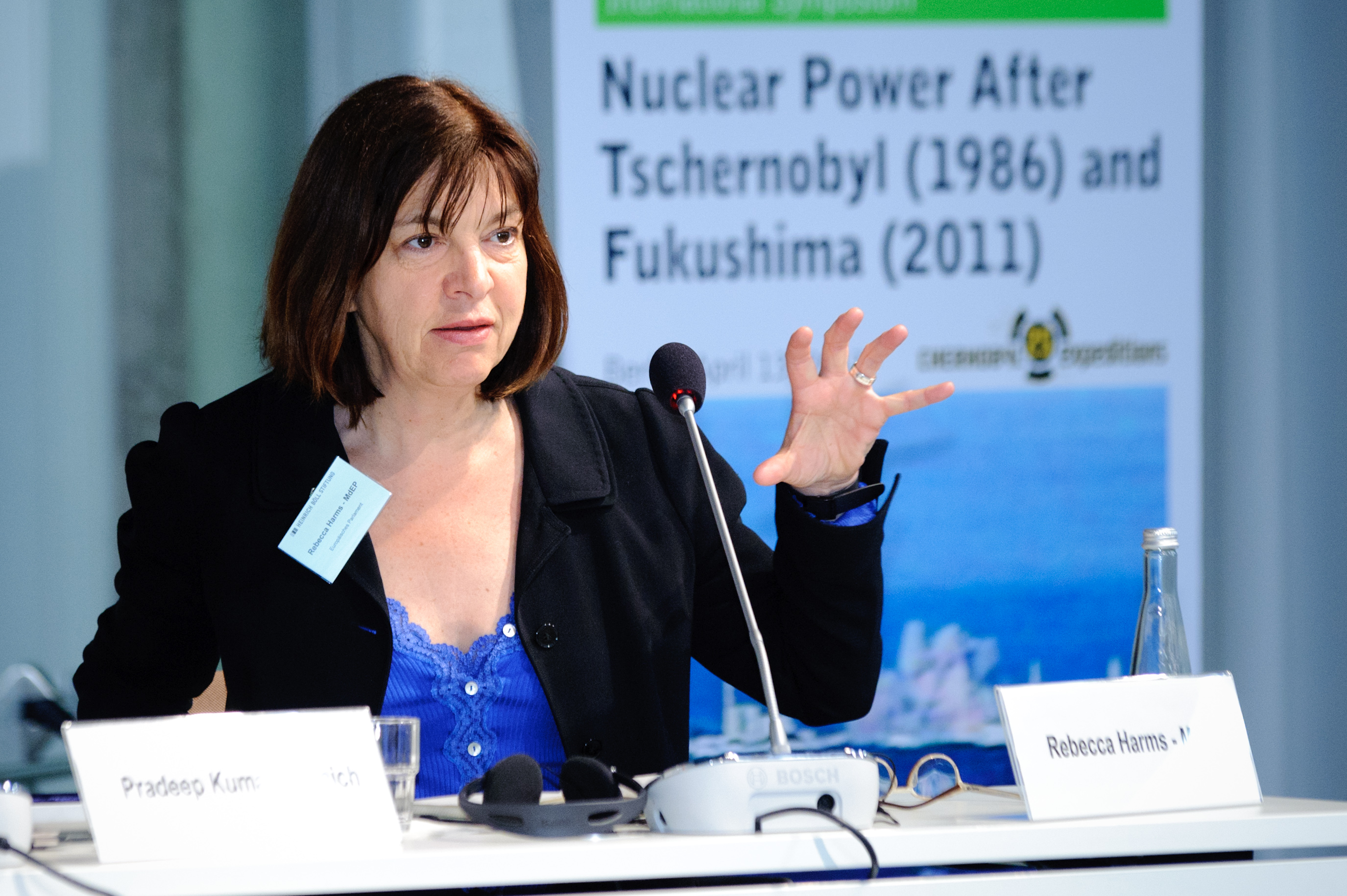
Rebbeca Harms

Rebecca Harms (nascida em 7 de dezembro de 1956) é uma política alemã que atuou como no Parlamento Europeu de 2004 a 2019. Ela é membro do Partido Verde Europeu . De 2010 a 2016, atuou como presidente do grupo Verdes - Aliança Livre Europeia no Parlamento Europeu.

## Biografia
Rebecca Harms cresceu em uma pequena vila na Baixa Saxônia, perto de Uelzen. Ela tem dois irmãos. Em 1975, ela terminou sua carreira na Abitur em Uelzen. Ela completou com sucesso seu estágio como viveiro de árvores e paisagista em 1979. Foi moldado politicamente pelo movimento antinuclear e é uma oponente da energia nuclear.Em 1977 co-fundou a Iniciativa Ambiental Lüchow-Dannenberg que são contra os Gorleben projeto de repositório usos  , e em 1982 presidente do Bürgerinititiave.  1980, foi porta-voz da República Livre de Wendlandcomo uma vila de cabanas de quatro semanas em Wendland.  1984, ela foi para Bruxelas como membro do Parlamento Europeu Undine de Blottnitz .  1988, retornou à Baixa Saxônia e participou de projetos de filmes.  Ela vive em uma aldeia do município Waddeweitz em Wendland .

## Carreira
Nos anos seguintes,Rebbeca Harms se tornou ativa no movimento antinuclear e começou a estudar na universidade . Em 1984 de  empregou como consultora após ser eleita para o Parlamento Europeu . Ela voltou para sua casa em 1988 para trabalhar como gerente de produção na Wendland Film coperativo, produzindo, entre outros filmes, documentários sobre o movimento de protesto de Gorleben.
De 1994 a 2004, Harms foi membro do Landtag da Baixa Saxônia . Desde 1998, atuou como presidente do partido em nível estadual. Desde então, ela é membro do Parteirat, o órgão de liderança federal do Partido Verde da Alemanha.

### Deputado ao Parlamento Europeu, 2004-2019

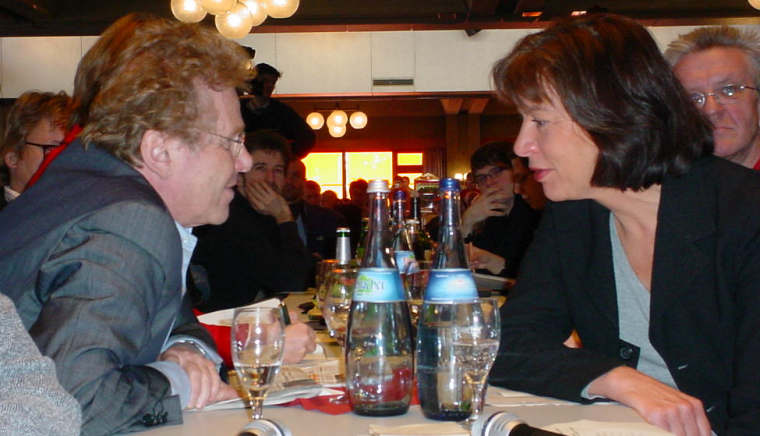
Rebecca Harms e Daniel Cohn-Bendit, 2004

Em 2004, Harms foi a principal candidata da Aliança 90 / Os Verdes para as Eleições ao Parlamento Europeu e em 2009 foi novamente eleita para o parlamento. Antes das eleições de 2014, ela perdeu contra o deputado alemão Ska Keller para liderar a campanha dos verdes europeus ao lado de José Bové ; no entanto, ela acabou liderando o Partido Verde Alemão na campanha eleitoral.
Em seu primeiro mandato no parlamento, Harms foi membro do Comitê de Indústria, Pesquisa e Energia . Entre 2007 e 2009, atuou como vice-presidente da Comissão Temporária de Mudanças Climáticas ; ela fez parte das delegações do Parlamento Europeu na Conferência das Nações Unidas sobre Mudança Climática de 2007 em Bali e na Conferência das Nações Unidas sobre Mudança Climática de 2008 em Poznań .
Harms liderou a Aliança Livre dos Verdes-Europeus no Parlamento Europeu a partir de 2009, primeiro ao lado de Daniel Cohn-Bendit (2009-14) e depois Philippe Lamberts (2014-2016). Além disso, ela foi membro da Comissão de Inquérito sobre Medições de Emissões no Setor Automotivo (lidando com o escândalo de emissões da Volkswagen ) a partir de 2016. De 2017 até 2019, atuou como presidente da delegação na Assembléia Parlamentar Euronest, que lida com as relações com Armênia, Azerbaijão, Geórgia, Moldávia e Ucrânia.
Em nível nacional, Harms foi um delegado do Partido Verde na Convenção Federal com o objetivo de eleger o Presidente da Alemanha em 2004 e 2012.
Em outubro de 2016, Harms anunciou que renunciaria ao cargo de co-presidente da Aliança Livre dos Verdes-Europeus. Desde o início de 2017, é presidente da delegação à Assembleia Parlamentar Euronest e membro da Conferência dos Presidentes das Delegações. É membro da Comissão da Indústria, da Investigação e da Energia e da Delegação ao Comité de Associação Parlamentar UE-Ucrânia, bem como da delegação ao Comité de Cooperação Parlamentar UE-Rússia. Como membro suplente, faz parte da Comissão de Assuntos Externos e da Comissão de Meio Ambiente, Saúde Pública e Segurança Alimentar. Ela também representou o Parlamento Europeu na missão de observação internacional da OSCE / ODIHR para as eleições parlamentares da Moldávia em fevereiro de 2019 .
Em julho de 2018, Harms anunciou que não participaria das eleições europeias de 2019, mas renunciaria à política ativa até o final do mandato parlamentar.

## Posições políticas

### Sobre energia nuclear
Morando na região de Wendland, que ficou conhecida em todo o país pelo local de resíduos atômicos de Gorleben, Harms é um oponente declarado da energia nuclear . Em 2006, ela contratou dois cientistas do Reino Unido para um relatório alternativo, intitulado TORCH, no controverso relatório da AIEA de novembro de 2005 sobre as consequências do desastre de Chernobyl . Ela criticou abertamente o financiamento da UE para o projeto experimental de fusão do Reator Termonuclear Experimental Internacional, dinheiro que, na sua opinião, seria mais bem gasto em pesquisas sobre energia renovável. Depois que os líderes da União Européia, em 2011, decidiram que os reatores nucleares dos 27 países membros deveriam passar por testes de segurança em resposta aos contínuos vazamentos de radiação da usina nuclear de Fukushima Daiichi, no Japão, Harms criticou que os testes foram "projetados para dar a impressão de que há uma nova avaliação dos riscos da energia nuclear ", mas pretende" ganhar nova aceitação pela energia nuclear ".

### Sobre a vigilância da NSA e Edward Snowden
Após a revista alemã Der Spiegel reportou em 2013 que as agências de inteligência americanas haviam monitorado os escritórios da União Europeia em Nova Iorque e Washington, Harms pediu um comitê especial para investigar as alegações e o possível cancelamento de acordos existentes entre a União Europeia. e os Estados Unidos, referentes a informações de transações bancárias e dados de passageiros de companhias aéreas.

### Na Rússia e na Ucrânia
Durante a crise na Ucrânia, Harms - um crítico de longa data de Putin - fez várias declarações apoiando a Ucrânia e criticando Moscou. Em dezembro de 2013, ela se dirigiu aos milhares de ucranianos em Maidan Nezalezhnosti que protestavam contra a rejeição do regime de um pacto com a União Europeia. No contexto dos esforços europeus para unificar sua resposta política à anexação da Crimeia pela Rússia em 2014, Harms afirmou que "diante de uma nova ameaça de guerra na Europa, os estados da UE concordaram de fato em uma estratégia conjunta em relação à Rússia". Portanto, em abril de 2015, Harms criticou fortemente o primeiro-ministro Alexis Tsipras, da Grécia, por ameaçar romper as sanções da UE contra a Rússia devido à crise na Ucrânia, chamando sua visita ao presidente Vladimir Putin de “claramente pró-russo e anti-europeu. "
Harms foi membro da missão de monitoramento do parlamento durante as eleições parlamentares ucranianas em 2014, lideradas por Andrej Plenković .
Em 25 de setembro de 2014, Harms, que havia chegado a Moscou para testemunhar o julgamento contra Nadiya Savchenko, teve a entrada negada na Federação Russa e foi anunciado como persona non grata . Ela foi informada de que sua entrada na Rússia poderia ser qualificada como um crime. Em 2015, a mídia noticiou que Harms foi realmente incluído em uma lista negra russa de pessoas proeminentes da União Europeia que não podem entrar no país.
Quando a Finlândia anunciou planos em 2014 para construir um reator nuclear em cooperação com a empresa russa Rosatom e sob a condição de que a Finlândia mantenha uma parceria energética com a Rússia nos anos seguintes, Harms descreveu a decisão como "errada". Ela insistiu que "com um parceiro russo é ainda pior", pois isso era "totalmente contrário aos objetivos de segurança energética da UE, que visam reduzir a dependência prejudicial da UE à energia russa".
Harms é fundamentalmente favorável à proposta da Comissão Européia de 2015 para uma União da Energia, mas alertou que, ao reduzir a dependência da Europa das importações de energia russas "escapamos para os braços do Azerbaijão ou do Cazaquistão, em vez do setor de energias renováveis".
Juntamente com outros eurodeputados seniores dos principais grupos do Parlamento Europeu - incluindo Elmar Brok e Guy Verhofstadt -, Harms assinou uma carta de 2016 à chefe de relações exteriores da UE, Federica Mogherini, na qual instam a UE a impor sanções a autoridades russas pelo assassinato de ativista da corrupção Sergei Magnitsky .

## Outras atividades
- EastWest Institute, Membro da Rede de Parlamentares para Prevenção de Conflitos[23]
- Iniciativa Alemã para a Eficiência Energética (DENEFF), Membro do Conselho Consultivo Parlamentar
- Museu Wilhelm Busch, Membro do Conselho Consultivo
- Norddeutscher Rundfunk, Membro do Comitê Consultivo[24]
- Zentrum Liberale Moderne, Membro do Conselho Consultivo Internacional[25]